# Église américaine de Paris
Ne doit pas être confondu avec Cathédrale américaine de Paris.
L'église américaine de Paris (en anglais : American Church in Paris) est la première église américaine établie en dehors des États-Unis. Elle a été créée en 1814 ; son édifice actuel se situe au 65, quai d'Orsay, dans le 7e arrondissement. Il a été construit en 1931.

## Histoire
Grâce à l'aide apportée par la France lors de la création des États-Unis d'Amérique, beaucoup d'Américains sont venus en France pour étudier, travailler ou faire du commerce au début du XIXe siècle.

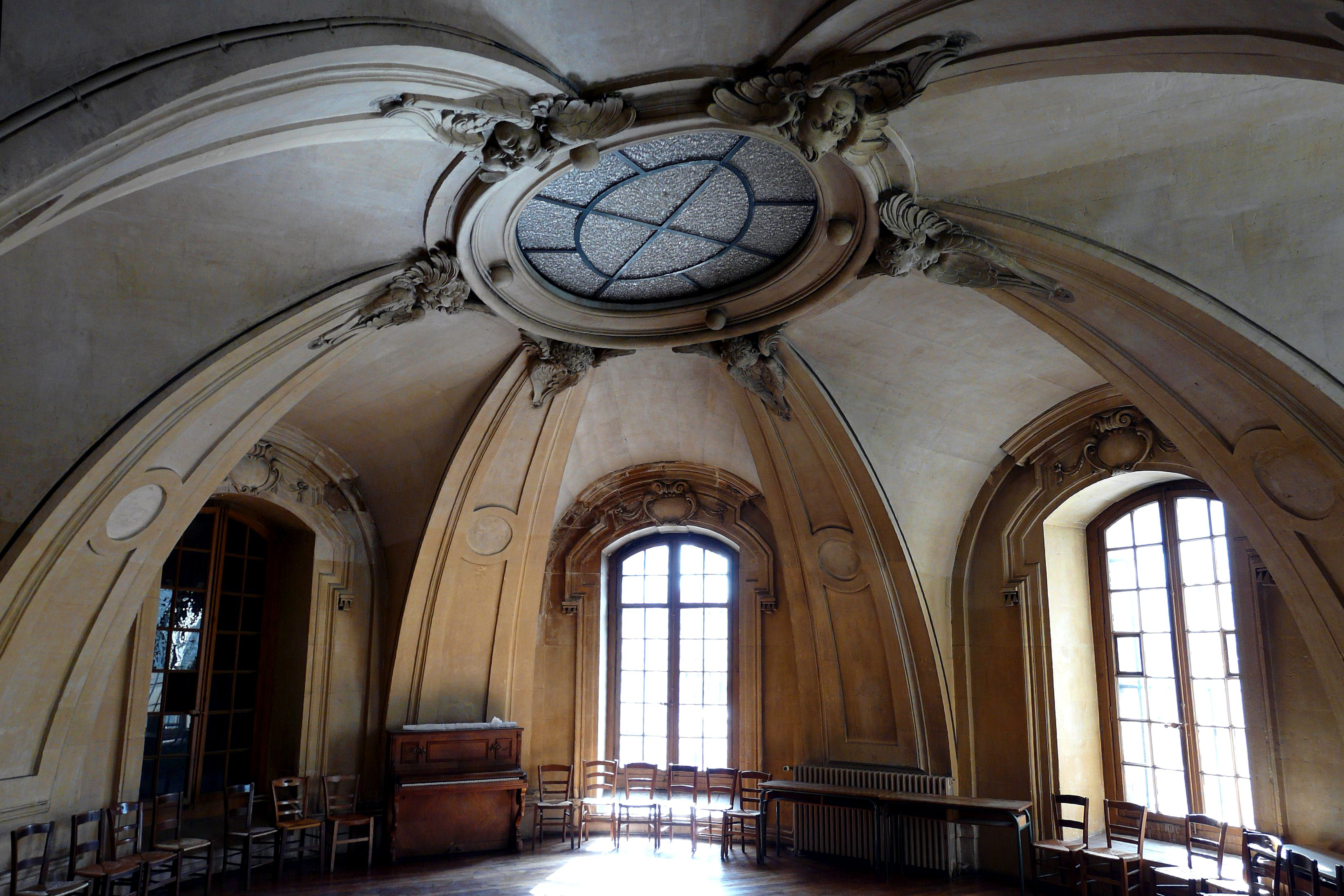
La salle supérieure de l'Oratoire du Louvre, lieu de culte des expatriés américains entre 1816 et 1830.

En 1814, les protestants américains de Paris se recueillent dans des maisons aux alentours de la ville, puis au temple de l'Oratoire du Louvre à partir de 1816 sous la protection de Talleyrand. La première chapelle américaine est construite en 1857 au 21, rue de Berri. C'est en 1858 que l'empereur Napoléon III reconnaît officiellement l'église américaine de Paris.
En 1925, l'église acquiert le terrain du quai d’Orsay et confie à l’architecte Carrol Greenough la réalisation d’un grand bâtiment néo-gothique. La construction du bâtiment s'achève le 6 mars 1931, bien que la pose de la première pierre ait eu lieu le 1er mars 1926.
L'église américaine de Paris devient ensuite une association interconfessionnelle ouverte à tous les fidèles adhérant à la tradition historique chrétienne telle qu'exprimée par le symbole des Apôtres. Elle est principalement fréquentée par les expatriés américains, mais également par des anglophones originaires d'autres pays et d'autres communautés religieuses.

### Aujourd'hui
L’église américaine de Paris est toujours fréquentée par des protestants anglophones de Paris provenant de 40 pays et appartenant à 35 confessions chrétiennes différentes. Elle offre un programme multiculturel à sa congrégation. Le culte est dirigé par un pasteur supérieur (senior pastor), un pasteur associé (associate pastor) et un pasteur de jeunesse (youth pastor). Un pasteur spécifique s'occupe des célébrations de mariages. Les confessions des différents membres du personnel de l'église sont également très diverses. Il est dirigé par un conseil représenté par un comité de ministères : communication, vie et communauté, éducation chrétienne, développement et propreté, finances et administration, ressources humaines, membres et évangélisme, aide sociale, culte et musique.
Les bâtiments de l'église accueillent deux écoles maternelles bilingues, des groupes de fitness, de kung fu et de basket-ball, des concerts gratuits ainsi qu'un tableau de petites annonces et d'autres services communautaires.

## Architecture
Joseph Wilson Cochran crée une iconographie d'une grande richesse pour une église réformée. Les vitraux nord et ceux du narthex ont tous les mêmes dimensions. Certains motifs de vitraux rendent hommages aux soldats américains tombés durant la Première Guerre mondiale. Le buffet de l'orgue est orné de sculptures gothiques réalisées par Günther Hamann au terme de 900 heures de travail. L'orgue comporte quatre claviers et 3 375 tuyaux fabriqués par la manufacture Beckerath de Hambourg, en Allemagne ; il a été inauguré lors d'une série de concerts du 7 au 9 octobre 1988.
La chapelle comporte un tableau du Canadien Frank M. Armington, intitulé Le Christ contemplant Jérusalem. Il était à l'origine placé derrière la Sainte-Table, mais il a été déplacé pour laisser la place à l'orgue.

## Images

La flèche de l'église américaine et la tour Eiffel
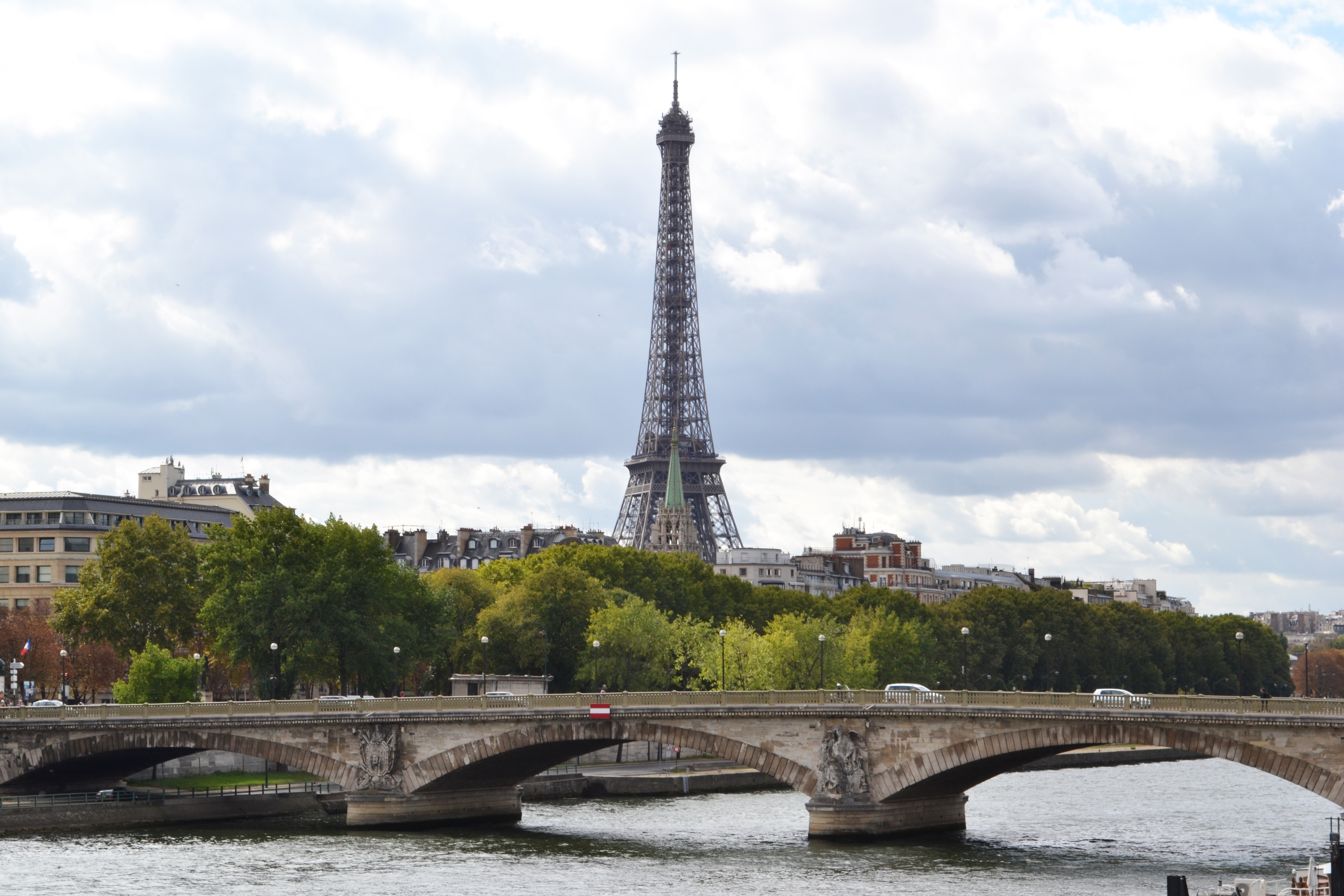
La flèche caractéristique de l'église devant le pied de la tour Eiffel.
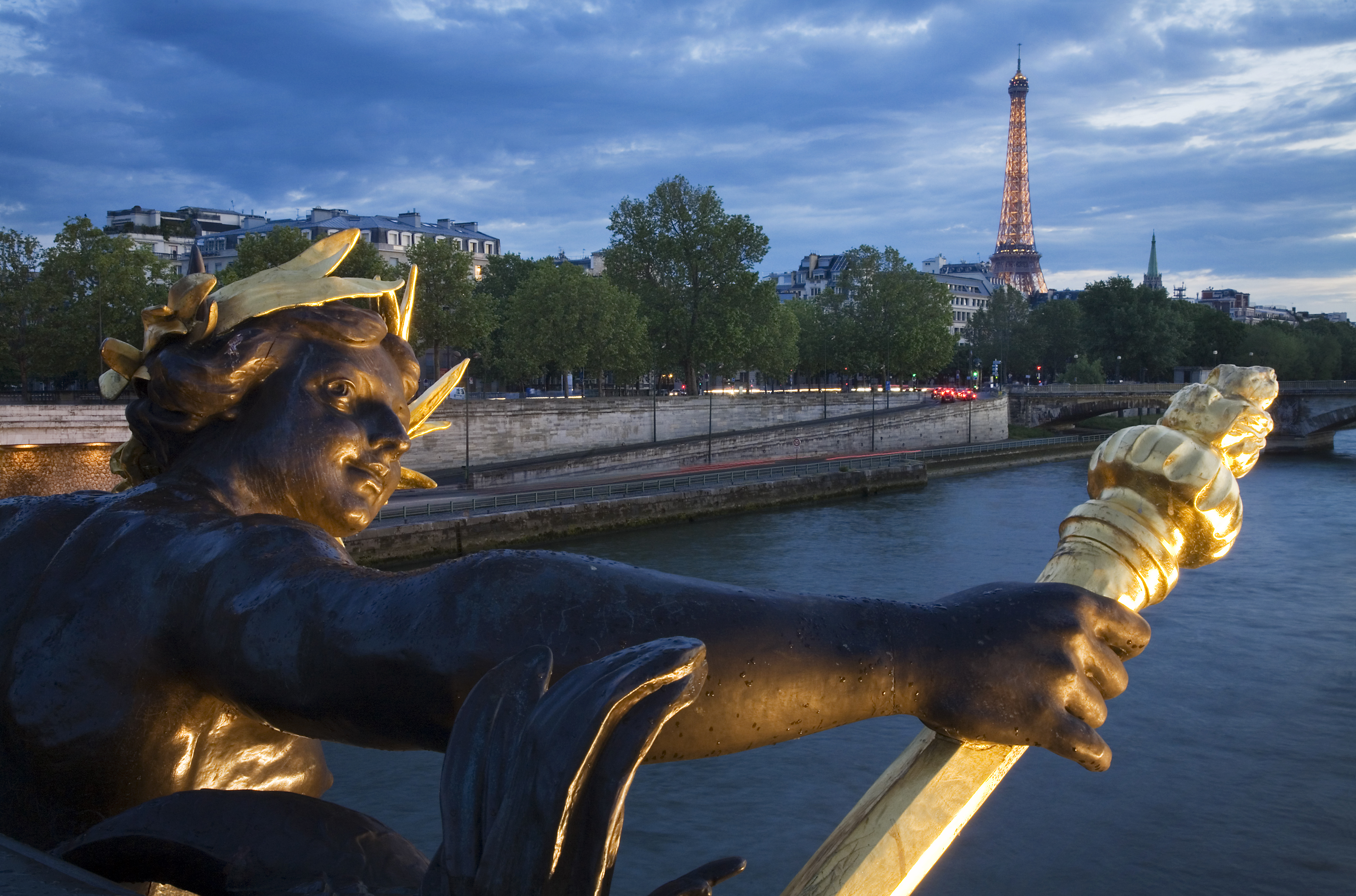
La tour Eiffel et la flèche de l'église (sur la droite) vues du pont Alexandre-III.
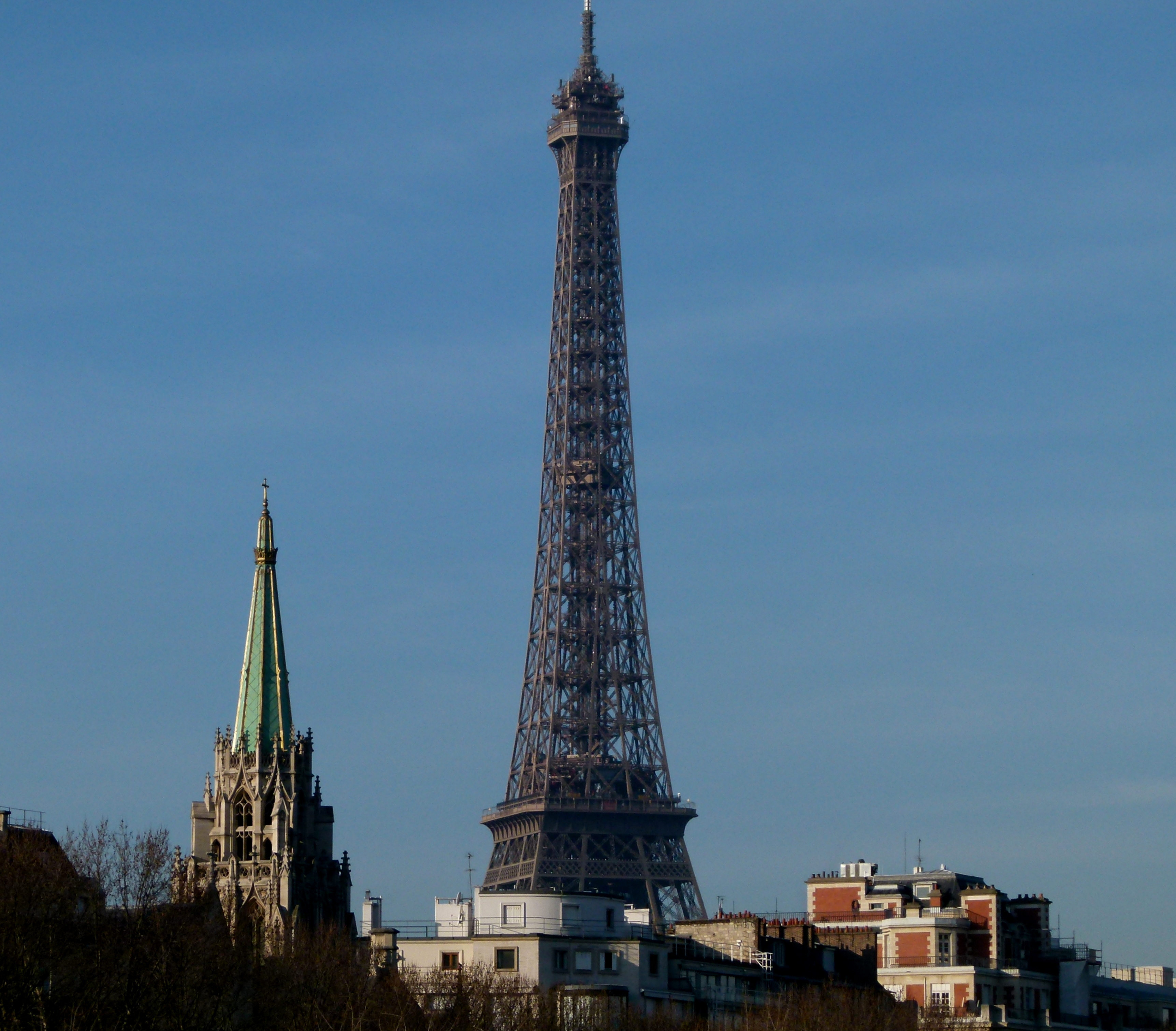
Vue rapprochée de la flèche depuis le pont des Invalides.
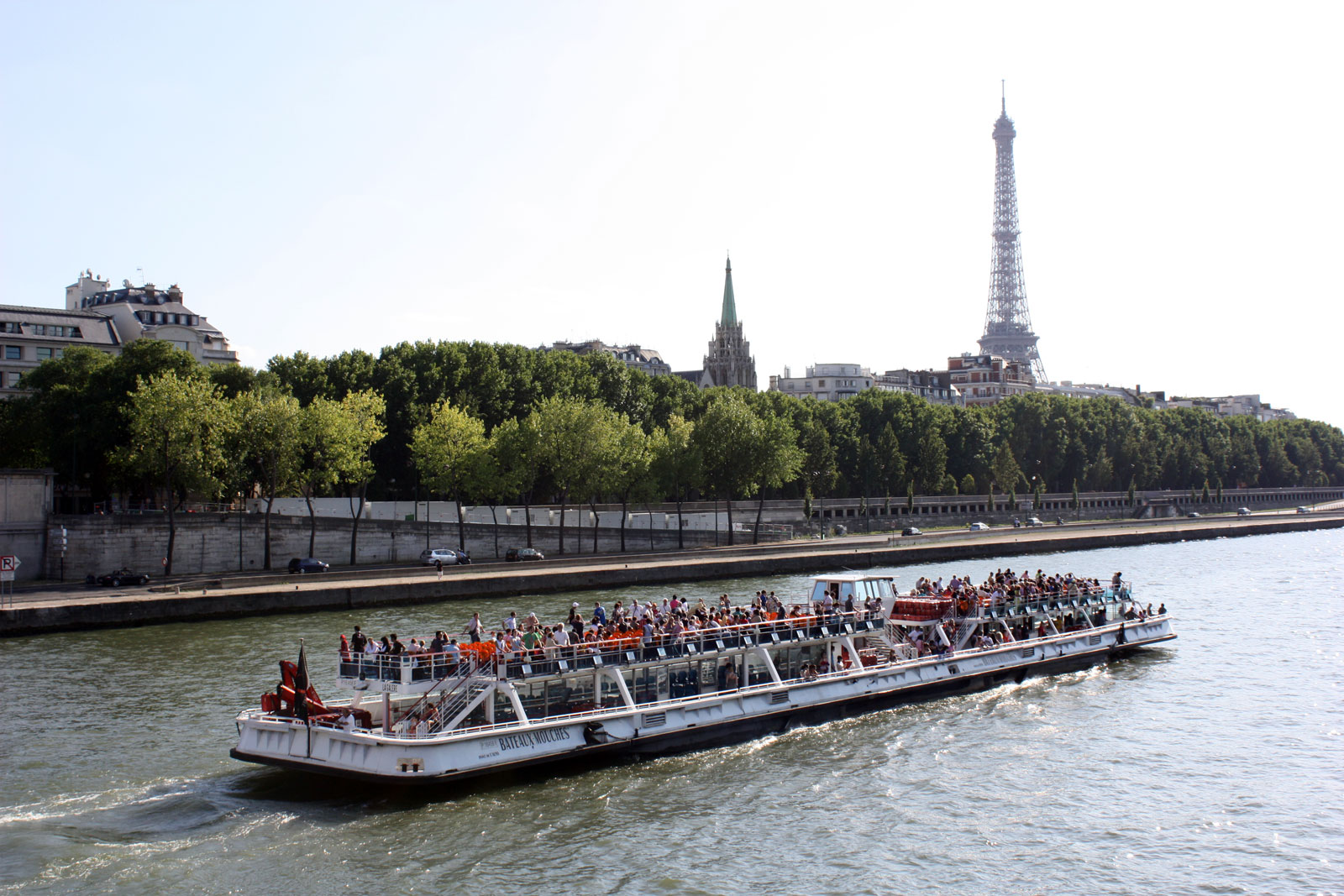
La flèche (au centre) vue depuis le pont des Invalides.

Vues de l'église
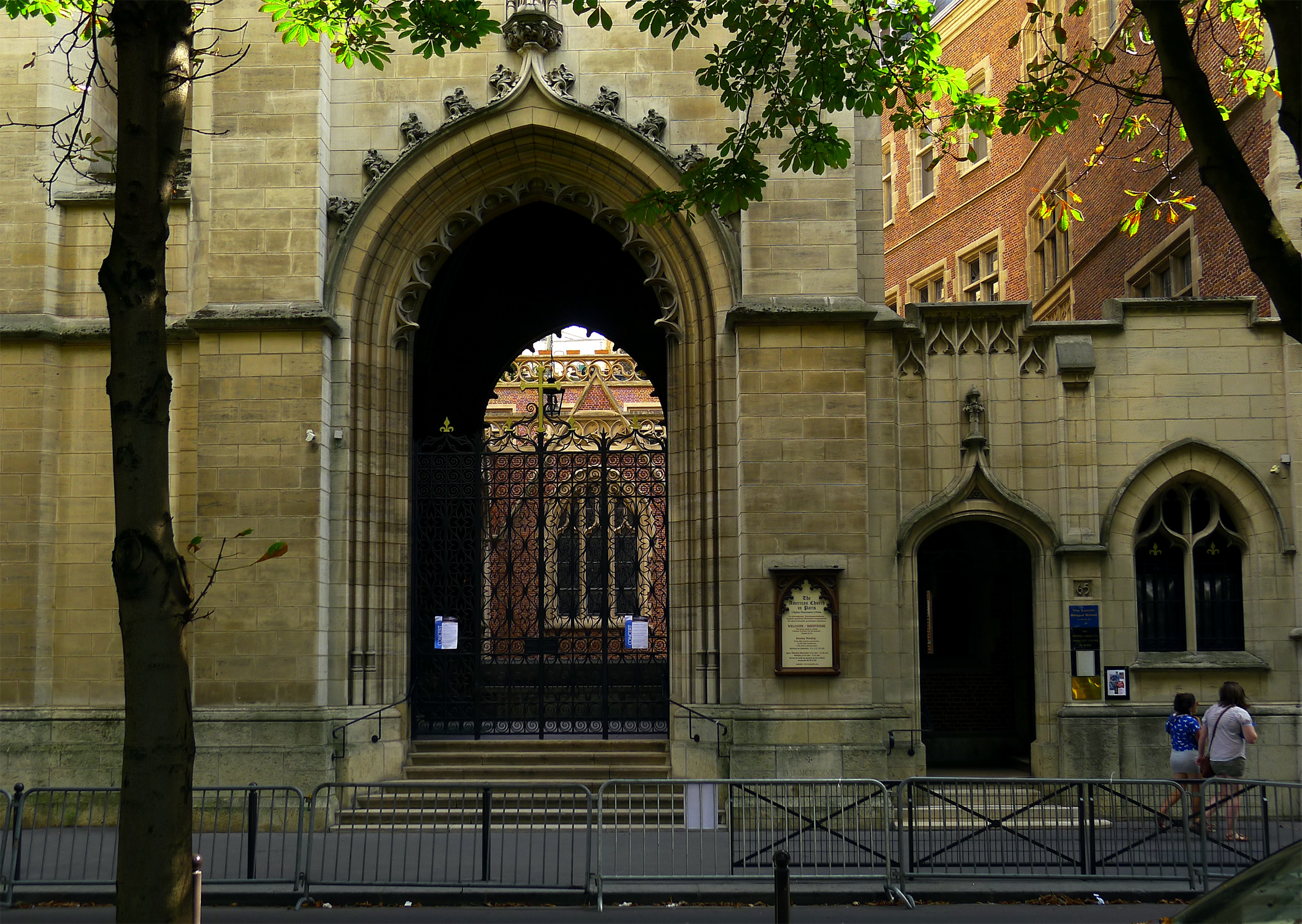
L'entrée de l'église.
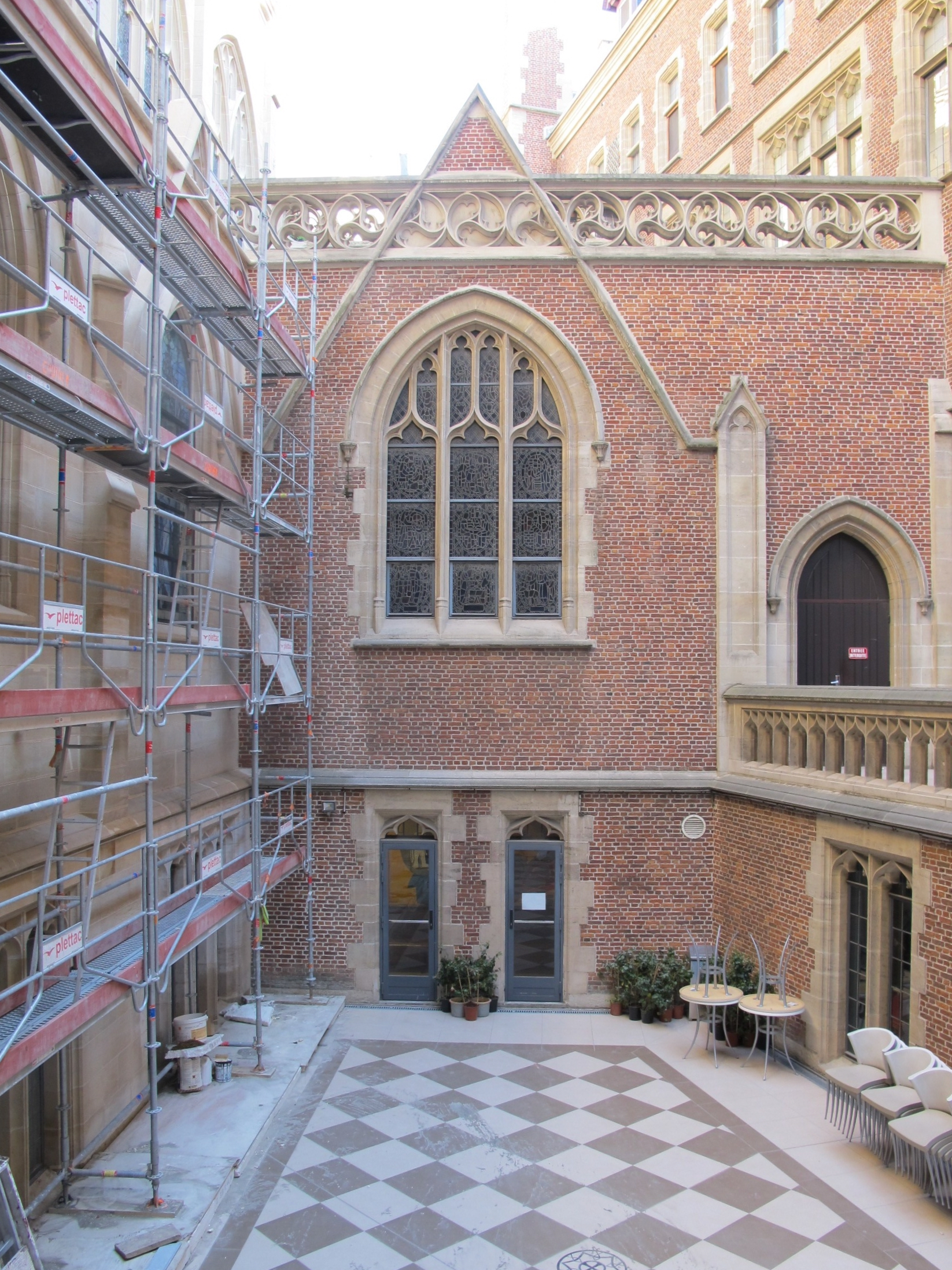
La cour, avec la maison paroissiale à droite et le sanctuaire à gauche.
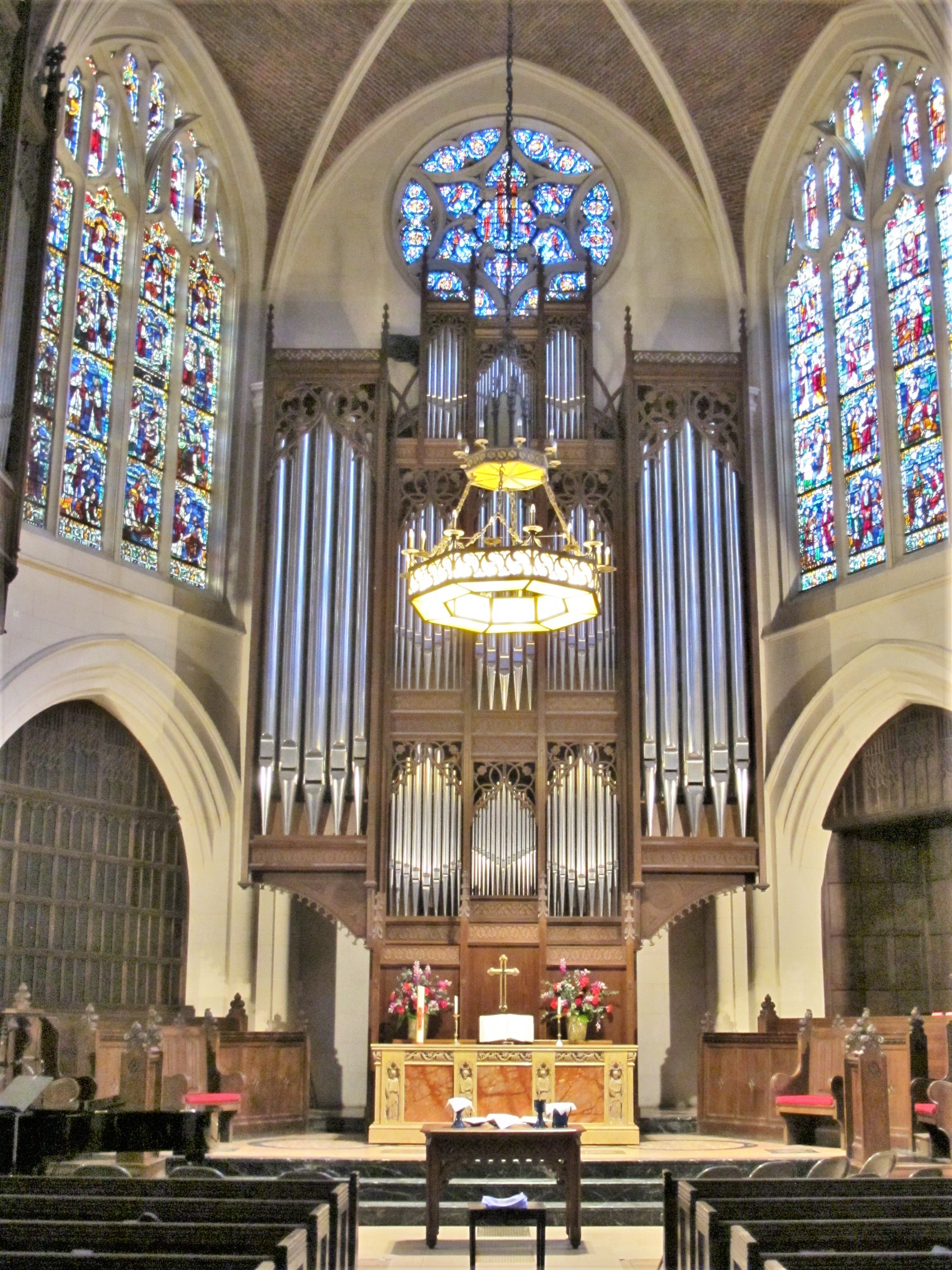
L'autel et l'orgue.

## Accès
La station de métro la plus proche est celle des Invalides (8 et 13). La gare des Invalides (RER C) se situe également à proximité.